# Интерполяционные формулы
 Интерполяционные формулы — в математике формулы, дающие приближённое выражение функции {\displaystyle f(x)} при помощи интерполяции, то есть через интерполяционный многочлен {\displaystyle P_{n}(x)} степени {\displaystyle n}, значения которого в заданных точках {\displaystyle x_{0},\;x_{1},\ldots ,x_{n}} совпадают со значениями {\displaystyle y_{0},\;y_{1},\ldots ,y_{n}} функции {\displaystyle f} в этих точках. Многочлен {\displaystyle P_{n}(x)} определяется единственным образом, но в зависимости от задачи его удобно записывать различными по виду формулами.

## Интерполяционная формула Лагранжа
Функция {\displaystyle f} может быть интерполирована на отрезке {\displaystyle [x_{0},x_{n}]} интерполяционным многочленом {\displaystyle P_{n}(x)}, записанным в форме Лагранжа:
{\displaystyle P_{n}(x)=\sum _{k=0}^{n}y_{k}{\frac {(x-x_{0})(x-x_{1})\ldots (x-x_{k-1})(x-x_{k+1})\ldots (x-x_{n})}{(x_{k}-x_{0})(x_{k}-x_{1})\ldots (x_{k}-x_{k-1})(x_{k}-x_{k+1})\ldots (x_{k}-x_{n})}},}
при этом ошибка интерполирования функции {\displaystyle \ f(x)} многочленом {\displaystyle \ P_{n}(x)}:
{\displaystyle |f(x)-P_{n}(x)|\leq {\frac {\|f^{(n+1)}(x)\|}{(n+1)!}}\cdot \|\Pi _{n}(x)\|,\qquad \Pi _{n}(x)=(x-x_{0})(x-x_{1})\ldots (x-x_{n}).}
В пространстве вещественных непрерывных функций соответствующие нормы принимают вид:
{\displaystyle \|f^{(n+1)}(x)\|=\max _{x\in [x_{0},x_{n}]}|f^{(n+1)}(x)|,\qquad \|\Pi _{n}(x)\|=\max _{x\in [x_{0},x_{n}]}|\Pi _{n}(x)|.}

## Интерполяционная формула Ньютона
Если точки {\displaystyle x_{0},\;x_{1},\ldots ,x_{n}} расположены на равных расстояниях {\displaystyle (x_{k}=x_{0}+kh)}, многочлен {\displaystyle P_{n}(x)} можно записать так:
{\displaystyle P_{n}(x_{0}+th)=y_{0}+t\Delta y_{0}+{\frac {t(t-1)}{2}}\Delta ^{2}y_{0}+\ldots +{\frac {t(t-1)\cdots (t-n+1)}{n!}}\Delta ^{n}y_{0}.}
Здесь {\displaystyle x_{0}+th=x}, а {\displaystyle \Delta ^{k}} — конечная разность порядка {\displaystyle k}. Это так называемая формула Ньютона для интерполирования вперёд. Её название указывает на то, что она содержит заданные значения {\displaystyle f}, соответствующие узлам интерполяции, находящимся только справа от {\displaystyle x_{0}}. Эта формула удобна при интерполировании функций для значений {\displaystyle x}, близких к {\displaystyle x_{0}}. При интерполировании функций для значений {\displaystyle x}, близких к {\displaystyle x_{k}}, формулу Ньютона целесообразно преобразовать, изменив начало отсчёта (см. ниже формулы Стирлинга и Бесселя).
Короткая форма интерполяционной формулы Ньютона для случая равноудаленных узлов:
{\displaystyle P_{n}(x)=\sum _{m=0}^{n}\left(C_{x}^{m}\sum _{k=0}^{m}(-1)^{k}\,C_{m}^{k}\,f(k)\right)}
где {\displaystyle C_{x}^{m}} — обобщенные на область действительных чисел биномиальные коэффициенты.
Формулу Ньютона можно записать и для неравноотстоящих узлов, используя для этого разделённые разности. В отличие от формулы Лагранжа, где каждый член зависит от всех узлов интерполяции, любой {\displaystyle k}-й член формулы Ньютона зависит от первых (от начала отсчёта) узлов и добавление новых узлов вызывает лишь добавление новых членов формулы, что даёт ей преимущество в плане экономности вычислений.

## Интерполяционная формула Стирлинга
Если использовать набор узлов {\displaystyle x_{k}=x_{0}+kh}, где {\displaystyle k=-n,\;-n+1,\ldots ,-1,\;0,\;1,\ldots ,n}, то с использованием формулы Ньютона можно получить формулу Стирлинга:
{\displaystyle P_{n}(x_{0}+th)=y_{0}+t\delta y_{0}+{\frac {t^{2}}{2}}\delta ^{2}y_{0}+\ldots +{\frac {t(t^{2}-1)\ldots (t^{2}-(n-1)^{2})}{(2n-1)!}}\delta ^{2n-1}y_{0}+{\frac {t^{2}(t^{2}-1)\ldots (t^{2}-(n-1)^{2})}{(2n)!}}\delta ^{2n}y_{0}.}
Здесь {\displaystyle t={\frac {x-x_{0}}{h}}}, а {\displaystyle \delta ^{k}} — центральная конечная разность порядка {\displaystyle k}.

## Интерполяционная формула Бесселя
Аналогичным образом можно получить формулу Бесселя, имеющую вид
{\displaystyle P_{n}(x_{0}+th)=y_{1/2}+\left(t-{\frac {1}{2}}\right)\Delta y_{1/2}+{\frac {t(t-1)}{2}}\Delta ^{2}y_{1/2}+\cdots +{\frac {t(t^{2}-1)\cdots (t^{2}-(n-1)^{2})(t-n)}{(2n)!}}\Delta ^{2n}y_{1/2}+{\frac {t(t^{2}-1)\cdots (t^{2}-(n-1)^{2})(t-n)(t-{\frac {1}{2}})}{(2n+1)!}}\Delta ^{2n+1}y_{1/2}.}
Эта формула особенно удобна для интерполирования при {\displaystyle t={\frac {1}{2}}}, так как в этом случае все члены, содержащие конечные разности нечётного порядка, обращаются в ноль. Этот случай соответствует значению {\displaystyle x=x_{0}+{\frac {1}{2}}h}, то есть интерполяции «на середину».